# 愛德華·錢柏林
愛德華·哈斯汀·錢柏林（英語：Edward Hastings Chamberlin，1899年5月18日—1967年7月17日），生於華盛頓州拉康那（La Conner），美國著名經濟學家，提出壟斷性競爭理論。

## 生平
錢柏林就讀愛荷華大學時，受到法蘭克·奈特的影響，致力於經濟學。研究所就讀密西根大學，1927年在哈佛大學拿到博士學位。愛德華·錢柏林提出產品差異化的概念，認為供給方可以藉由創造產品差異性，來取得定價的能力，並使完全競爭市場偏離，形成壟斷性競爭。
1933年發表《壟斷性競爭理論》（Theory of Monopolistic Competition）。